# 南國實驗劇團
南國實驗劇團，後來改稱南國演員訓練班，是由邵氏影業在香港於1961年成立的演員培訓機構，旨在應對香港電影業競爭加劇及片廠大量製作需求，系統化地培訓幕前及幕後人才。1971年被與香港電視廣播有限公司合作成立的「電影電視演員訓練中心」取代，後者後來演變為「無綫電視藝員訓練班」。

## 成立背景
1950年代初中期，香港成為國語片的製作中心，大型製片公司如長城、鳳凰和電懋，以及眾多獨立公司紛紛參與製作，令電影業競爭激烈。邵氏製片廠因製作數量和效率不高，出現影片供不應求的情況，為爭奪東南亞市場，必須增強競爭力。至1950年代末至1960年代初，邵氏建立了定期招聘新人的制度，支持片廠流水線式生產，通過制度化的招考程序、面試和學員培訓，不斷補充幕前幕後人員，滿足市場需求。1961年，香港大會堂落成，港督柏立基爵士在集會上表示應該設立新劇團、表演新劇本，從而把觀眾吸引到劇場。為響應港督，邵逸夫決心創辦南國實驗劇團。

## 发展历程
1961年，邵氏影業成立南國實驗劇團，由顧文宗擔任團長，負責系統化地培訓演員，以應對片廠大量製作的需求。劇團設有國、粵語組，課程內容全面，包括形體、感覺、發音、歌唱、舞蹈訓練，並涵蓋片場實習、化妝、置景及照明理論等。
第一期學員預定招聘六十人，國語、粵語各一半，不限年齡、性別，最終有超過千人以上報名，並於1962年10月8日舉行招生考試，實際入選六十人，11月5日開始上課。訓練班通過分組排練歌劇、舞劇、黃梅戲及廣播劇等形式進行訓練，為日後演出打下基礎。上課選在每晚六點到九點，方便學院可以在職受訓。1962年5月，訓練班在香港大會堂舉行結業公演。
此後，南國實驗劇團成為邵氏定期招考制度的一部分，每半年招考一次，培育出羅烈、鄭佩佩、李菁等眾多新星，並按需招考臨時演員，如王羽便是在1966年《虎俠殲仇》選角時被發掘的。

## 终结
1971年，邵氏與香港電視廣播有限公司合作成立孫家雯主持的「電影電視演員訓練中心」，取代南國實驗劇團，進行更全面的新人培訓，培育了傅聲、李修賢、汪禹等影星。隨著七十年代本地電影業競爭加劇，邵氏逐步減產，電影明星的培訓制度逐漸消失，但其模式在電視業務中得以延續和發展，最後成為孫家雯負責主持的無線電視藝員訓練班。